# Georg Otto Stiernhielm
Georg Otto Stiernhielm, född 23 juli 1638 i Dorpat, död 8 april 1673 i Stockholm, var en svensk ämbetsman och grafiker.

## Biografi
Georg Otto Stiernhielm föddes 1638 och var son till skalden Georg Stiernhielm och Cecilia Burea. Han blev student vid Dorpats universitet 1 maj 1652 och assessor vid Bergskollegium 15 februari 1669. Stiernhielm avled 1673 och begravdes i Turinge kyrka, där hans vapen sattes upp.
Som grafiker bidrog han med illustrationer till bland annat Adolphus Elai Terserus Grammatica latina Terseriana quam, sin fars böcker Monile Minervae och Hercules samt måttabellen Mensurae regni Svethiae. Stiernhielm är representerad vid Kungliga biblioteket. 

### Familj
Stiernhielm gifte sig 14 januari 1671 med sin syssling Anna Graan (död 1720), dotter till landshövdingen Johan Graan och Christina Jakobina Robertsson von Struan. De fick tillsammans dottern Hedvig Eleonora Stiernhielm (född 1673). Efter Stiernhielms död gifte Graan som gifte med vice presidenten Johan Stiernhöök.